# Paul Connolly
Paul Connolly (Liverpool, 29 settembre 1983) è un ex calciatore inglese, di ruolo difensore.

## Carriera
Entrò nelle giovanili del Plymouth Argyle, e fece il suo debutto nelle ultime partite della stagione 2000-2001. Mise a segno la sua prima ed unica rete con la maglia del Plymouth conto il Norwich City il 10 novembre 2007.
Il suo contratto terminò alla fine della stagione 2007-2008, dopo di che si accasò al Derby County.

## Palmarès

### Club

#### Competizioni nazionali
- Campionato inglese di quarta divisione: 1

Plymouth: 2001-2002
- Second Division: 1

Plymouth: 2003-2004